# Ray Barnard
Raymond Scholey Barnard (16 tháng 4 năm 1933 – 7 tháng 7 năm 2017) là một cầu thủ bóng đá người Anh có 156 lần ra sân ở Football League thi đấu cho Middlesbrough và Lincoln City. Sau đó ông giúp Grantham vô địch danh hiệu Midland League mùa giải 1963–64, và kết thúc sự nghiệp với Lincoln Claytons. Ông thi đấu ở vị trí hậu vệ.